# Alcibiades González Delvalle
Alcibiades González Delvalle (Ñemby, 20 de julio de 1936) es un periodista, dramaturgo, ensayista y narrador paraguayo. Con su obra «Un Viento Negro» ganó el Premio Nacional de Literatura en 2013. En 2016, ingresó como miembro de la Academia Paraguaya de la Lengua Española y consejero en el área cultural de la Embajada de Paraguay en Madrid-España. Fue miembro de la Convención Nacional Constituyente en 1992 que sancionó la vigente Constitución del Paraguay.
En 1998 publicó el libro Contra el Olvido. La vida cotidiana en los tiempos de Stroessner, en el cual se narran las vidas de personas vinculadas con la prensa, la represión, y el culto al dictador, entre otros temas transcurridos durante el inicio y la consolidación de la dictadura militar en Paraguay.